# Elizabeth Montgomery
Elizabeth Victoria Montgomery (Hollywood, California, 15 de abril de 1933-Beverly Hills, California, 18 de mayo de 1995) fue una actriz estadounidense que adquirió reconocimiento internacional por su interpretación del papel principal de la comedia de situación Bewitched (1964-1972). Desarrolló una carrera artística que se extendió por cuarenta y cuatro años, en la que adquirió popularidad principalmente como actriz de televisión, lo que la convirtió en una de las estrellas más populares e influyentes de su país.

## Primeros años
Hija de los actores Robert Montgomery y Elizabeth Allen, Elizabeth Montgomery nació en el seno de una familia de clase alta y tuvo una niñez privilegiada junto a su hermano Skip (Robert Montgomery Jr., nacido en 1936). Tuvo una hermana mayor, Martha Brian, fallecida de meningitis con un año de edad antes del nacimiento de Elizabeth.

## Carrera

### Primeros años (1951-1963)

#### Robert Montgomery Presents
Su pasión por la actuación comenzó desde muy joven y su primera aparición televisiva fue con 18 años, en la tercera temporada del programa de su padre Robert Montgomery Presents ("Top Secret",  03/12/1951).
En el mismo programa, en la cuarta temporada, aparecería en ocho episodios emitidos entre el 06/07/1953 y el 24/08/1953.
También colaboró en la quinta temporada, en trece episodios  (15/02/1954-13/09/1954)
 y en la séptima, en cinco (23/04/1956-03/09/1956).

#### Teatro
Elizabeth Montgomery hizo su debut en Broadway en la obra Late Love, escrita por Rosemary Casey (1904-1976).
La presentación tuvo lugar en el National Theatre (ahora Nederlander Theatre) desde el 13 de octubre de 1953 hasta el 7 de noviembre de 1953 y se estrenó en el Booth Theatre el 9 de noviembre de 1953 donde se representó hasta el 2 de enero de 1954. En total hubo 95 representaciones.
Por esta interpretación Elizabeth ganó un Theatre World Award en 1954.
También actuó en The Loud Red Patrick, obra escrita por John Boruff, basada en la obra homónima de Ruth McKenney (1947). Estrenada el 3 de octubre de 1956, fue representada en el Ambassador Theatre en 93 funciones hasta el 22 de diciembre del mismo año.

#### Televisión y cine
Siguieron apariciones en televisión como Armstrong Circle Theatre (1953-54), Kraft Television Theatre (1954-57), Studio One (1955-58), Warner Bros. Presents (1956), Climax! (1956), Playhouse 90 (1958), Alfred Hitchcock presenta ("Man with a Problem"; temp. 4, ep. 7; 1958), Johnny Staccato (1959), The Twilight Zone ("Two"; temp. 3, ep. 1; 1961) y 
Eleventh Hour (1963), entre otras muchas.

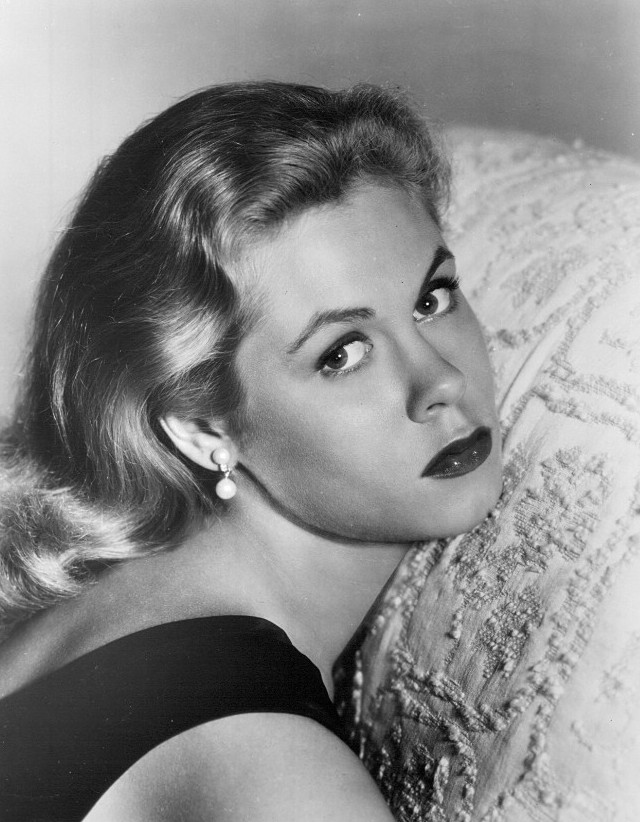
Elizabeth Montgomery como estrella invitada en el programa de televisión Johnny Staccato (1959).

Apareció también en un episodio de Los intocables ("Rusty Heller History", 1960), actuación por la que obtuvo su primera candidatura a un premio Emmy.
En esta etapa también hizo algunos trabajos para el cine, protagonizando El proceso de Billy Mitchell (The Court-Martial of Billy Mitchell; Otto Preminger, 1955) junto a Gary Cooper, Johnny Cool (William Asher, 1963) con Henry Silva y Who's Been Sleeping in My Bed? (Daniel Mann, 1963), junto a Dean Martin y Carol Burnett.
Fue durante el rodaje de Johnny Cool que conoció a quien sería su tercer marido, el director William Asher, con quien se casó el 26 de octubre de 1963, días después del estreno de la película.

### Bewitched(1964-1972)

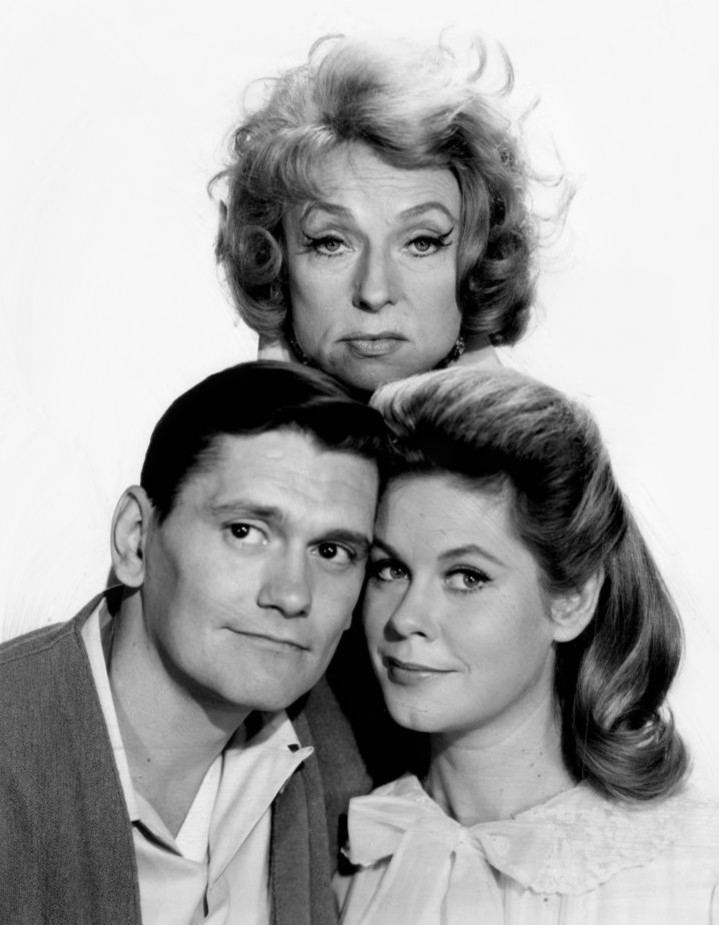
Montgomery con sus coestrellas en Bewitched, Dick York y Agnes Moorehead.

Elizabeth Montgomery logró la fama internacional con la sitcom Bewitched (conocida como Embrujada en España, Hechizada en Hispanoamérica), proyecto que inició y llevó a cabo al lado de su marido, William Asher, quien dirigió y produjo el programa. En ella interpretaba el papel de Samantha Stephens, una bruja dedicada a su hogar y a su marido, a quien le disgustaba que usara sus poderes. El papel de su esposo fue representado por Dick York —en las primeras cinco temporadas— y por Dick Sargent —en las últimas tres—.
La serie fue emitida originalmente en la cadena ABC entre 1964 y 1972. A lo largo de sus ocho temporadas estuvo en la lista de los programas más vistos de Estados Unidos, batiendo récords de audiencia en sus primeras temporadas. Bewitched recibió muy buenas reseñas por parte de los críticos de televisión. Por su parte, Elizabeth fue nominada cinco veces a los Emmy como mejor actriz de una serie de comedia y cuatro veces al Globo de Oro como mejor actriz de una serie de comedia o musical, pero no llegó a ganar ninguno de los dos galardones.

### Últimos años (1974-1995)
Tras la finalización de la serie, Elizabeth protagonizó con éxito varias películas hechas para televisión. En 1974 representó el papel de un ama de casa víctima de una violación en el drama A Case of Rape. Su interpretación tuvo una gran acogida por parte de los críticos televisivos. Fue nominada al Emmy como Mejor actriz de miniserie o telefilme, que una vez más no ganó. En su siguiente telefilme, La leyenda de Lizzie Borden,  personificó a Lizzie Borden. Esta interpretación le valió una nueva candidatura al Emmy en la categoría de Mejor actriz de miniserie o telefilme. Su último trabajo fue el doblaje de Barmaid en Batman (1995), episodio que fue emitido cinco días después de la muerte de la actriz.

## Vida personal

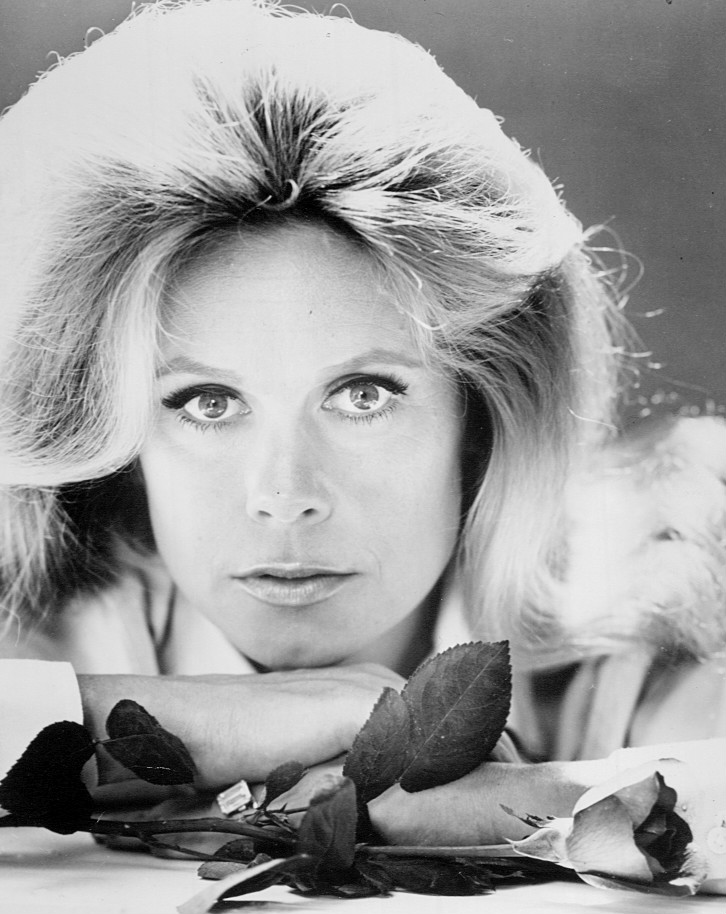
Elizabeth Montgomery en 1971

En 1954 conoció y se casó con el adinerado neoyorquino Frederick Gallatin Cammann, que había trabajado como director de casting en Robert Montgomery Presents, con quien se casó. El matrimonio duró un año.
En diciembre de 1956 se casó con el actor Gig Young, a quien conoció en el plató del programa de su padre, quien desaprobó el enlace por la diferencia de edad. Gig fue el presentador de la serie de televisión Warner Brothers Presents y Elizabeth apareció en el programa en un episodio titulado "Siege" el 14 de febrero de 1956. Gig y Liz se casaron el 28 de diciembre de ese año. Aunque su matrimonio duró seis años, fue una unión tormentosa, en gran parte debido al hecho de que Gig era un alcohólico crónico.
A principios de 1962, durante el rodaje de Johnny Cool  se enamoró del director William Asher. Aproximadamente un año después, en enero de 1963, se divorció de Gig Young en México.
Se casó con Asher en octubre de 1963, días después del estreno de la película. Tuvieron tres hijos, William Allen (n.1964), Robert Deverell (n.1965) y Rebecca Elizabeth (n.1969). Tras diez años de matrimonio, Elizabeth volvió a divorciarse. 

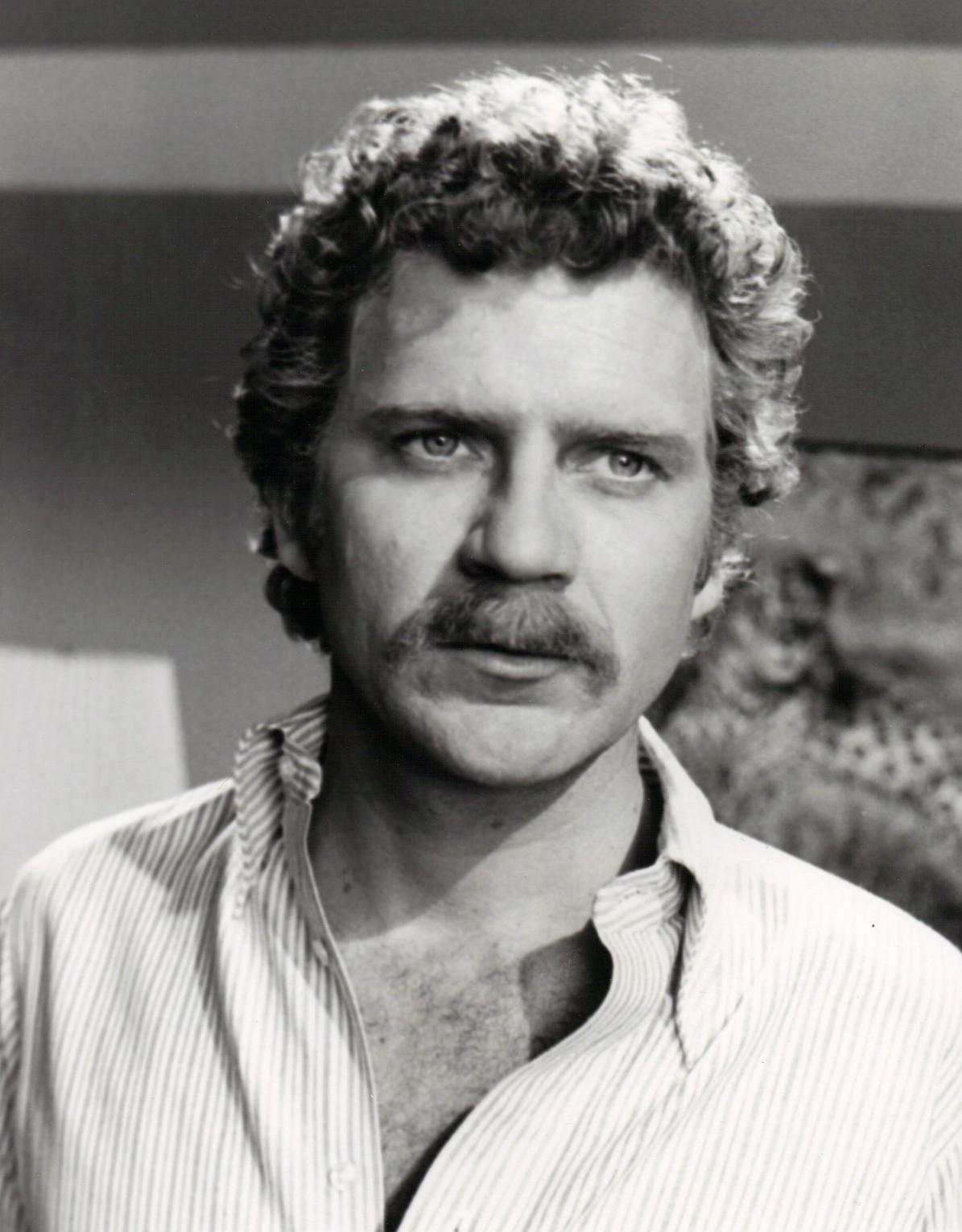
Robert Foxworth, su último marido, en 1975.

En 1974, grabó para la televisión Mrs. Sundance, donde conoció al actor Robert Foxworth, de quien se enamoró. Tras 19 años de convivencia, contrajeron matrimonio en 1993.

## Muerte
En la primavera de 1995 le fue diagnosticado un cáncer colorrectal, cuyos síntomas había ignorado durante el rodaje de Plazo de asesinato: de los archivos de Edna Buchanan, creyendo que se trataba de una gripe. Dispuesta a no morir en un hospital, y sin esperanza de recuperación por haber actuado demasiado tarde, decidió volver a su casa de Beverly Hills, donde murió, en compañía de sus tres hijos y de su esposo a los 62 años: era el 18 de mayo de 1995 y tan sólo habían pasado ocho semanas después de su diagnóstico.
Un mes más tarde se le tributó un servicio funerario conmemorativo en el Teatro de Canon (Beverly Hills). Entre los oradores estuvieron Herbie Hancock y Dominick Dunne, que hablaron sobre sus primeros días como amigos en Nueva York, su marido Robert, quien dio lectura a las tarjetas de condolencia de los aficionados, su enfermera, su hermano, su hija y su hijastro. Sus restos fueron cremados en el Westwood Village Memorial Park Cementery.

## Filmografía
| Cine       | Cine                                                                        | Cine                                         | Cine |
| Año        | Título                                                                      | Personaje                                    | Observaciones |
| ---------- | --------------------------------------------------------------------------- | -------------------------------------------- | --- |
| 1955       | The Court-Martial of Billy Mitchell                                         | Margaret Lansdowne                           | Dirigida por Otto Preminger y coprotagonizada por Gary Cooper, quien interpreta a William Mitchell                                                                   |
| 1963       | Johnny Cool                                                                 | Darien «Dare» Guinness                       | Dirigida por William Asher, con quien se casará ese mismo año. |
| 1963       | Who's Been Sleeping in My Bed?                                              | Mellisa Morris                               | Dirigida por Daniel Mann y protagonizada por Dean Martin y Carol Burnett                                                                                             |
| 1965       | How to Stuff a Wild Bikini                                                  | La bruja                                     | Dirigida por su marido, aparece en un cameo. |
| 1988       | Coverup: Behind the Iran Contra Affair                                      | Narradora                                    | Documental |
| 1992       | The Panama Deception                                                        | Narradora                                    | Documental premiado con un Óscar |
| Televisión |                                                                             |                                              | |
| Año        | Título                                                                      | Rol                                          | Nota |
| 1951-1956  | Robert Montgomery Presents                                                  | Varios papeles                               | Producido por su padre. |
| 1956       | Warner Bros. Presents                                                       | Laura Woodruff                               | "Siege" Temp. 1 Ep. 23 14/02/1956 Episodio presentado por quien será su segundo marido, Gig Young.                                                                   |
| 1956       | Climax!                                                                     | Betsy                                        | "The Shadow of Evil" 24/05/1956 |
| 1958       | Playhouse 90                                                                | Mary Brecker, esposa del hijo de Jesse James | Bitter Heritage Telefilme para TV 07/09/1958 |
| 1958       | DuPont Show of the Month                                                    | Miss Kelly                                   | "Harvey" Temp. 2 Ep. 1 22/09/1958 |
| 1958       | Cimarron City                                                               | Ellen Wilson                                 | "Hired Hand" Temp. 1 Ep. 6 15/11/1958 |
| 1958       | Alfred Hitchcock Presents                                                   | Karen                                        | "Man with a Problem". Temp. 4 Ep. 7. 16/11/1958 |
| 1960       | The Untouchables                                                            | Rusty Heller                                 | "The Rusty Heller Story" Temp. 2 Ep. 1 13/10/1960 Nominada al Emmy a la Mejor actuación solista femenina                                                             |
| 1960       | One Step Beyond                                                             | Lillie Clarke                                | "The Death Waltz" Temp. 3 Ep. 3 04/10/1960 |
| 1961       | The Twilight Zone                                                           | La mujer                                     | "Two" Temp. 3 Ep. 1 15/09/1961 Coprotagonizada por Charles Bronson                                                                                                   |
| 1964-1972  | Bewitched                                                                   | Samantha Stephens                            | Nominada en cuatro ocasiones al Globo de Oro a la Mejor actriz de una serie de comedia Nominada en cinco ocasiones al Emmy a la Mejor actriz de una serie de comedia |
| 1965       | The Flintstones                                                             | Samantha Stephens (Voz)                      | "Samantha" Temp. 6 Ep. 6 22/10/1965 |
| 1972       | The Victim                                                                  | Kate Wainwright                              | Telefilme para televisión 14/11/1972 |
| 1973       | Mrs. Sundance                                                               | Etta Place                                   | Coprotagonizada por Robert Foxworth, quien será su cuarto marido. 15/01/1974                                                                                         |
| 1974       | A Case of Rape                                                              | Ellen Harrod                                 | Nominada al Emmy a la Mejor actriz en telefilme 20/02/1974 |
| 1975       | La leyenda de Lizzie Borden                                                 | Lizzie Borden                                | Nominada al Emmy a la mejor actriz en telefilme 10/02/1975 |
| 1976       | Dark Victory                                                                | Katherine Merrill                            | Adaptación de la película dirigida en 1939 por Edmund Goulding e interpretada por Bette Davis 05/02/1976                                                             |
| 1977       | A Killing Affair                                                            | Vikki Eaton                                  | Coprotagonizada por O. J. Simpson 21/09/1977 |
| 1978       | The Awakening Land                                                          | Sayward Luckett Wheeler                      | Nominada al Emmy a la mejor actriz en telefilme Miniserie de 3 episodios 19-21/02/1978                                                                               |
| 1979       | Jennifer: A Woman's Story                                                   | Jennifer Prince                              | Telefilme para televisión 05/03/1979 |
| 1979       | Act of Violence                                                             | Catherine McSweeney                          | Telefilme para televisión 10/11/1979 |
| 1980       | Belle Starr                                                                 | Belle Starr                                  | Telefilme para televisión 02/04/1980 |
| 1981       | When the Circus Came to Town                                                | Mary Flynn                                   | Telefilme para televisión 20/01/1981 |
| 1982       | The Rules of Marriage                                                       | Joan Hagen                                   | Telefilme para televisión 10/05/1982 |
| 1983       | Missing Pieces                                                              | Sara Scott                                   | Telefilme para televisión 10/06/1982 |
| 1984       | Second Sight: A Love Story                                                  | Alaxandra McKay                              | Telefilme para televisión 13/03/1984 |
| 1985       | Amos                                                                        | Daisy Daws                                   | Telefilme para televisión 29/09/1985 Coprotagonizada por Kirk Douglas                                                                                                |
| 1985       | Between the Darkness and the Dawn                                           | Abigail Foster                               | Telefilme para televisión 23/12/1985 |
| 1990       | Face to Face                                                                | Dra. Diana Firestone                         | Telefilme para televisión 24/01/1990 |
| 1991       | Sins of the Mother                                                          | Ruth Coe                                     | Telefilme para televisión 19/02/1991 |
| 1992       | With Murder in Mind                                                         | Gayle Wolfer                                 | Telefilme para televisión 12/05/1992 |
| 1993       | The Black Widow Murders: The Blanche Taylor Moore Story                     | Blanche Taylor Moore                         | Telefilme para televisión 03/05/1993 |
| 1994       | The Corpse Had a Familiar Face                                              | Edna Buchanan                                | Telefilme para televisión 27/03/1994 |
| 1995       | Deadline for Murder: From the Files of Edna Buchanan (Acusado de asesinato) | Edna Buchanan                                | Telefilme para televisión 08/05/1995 |
| 1995       | Batman: The Animated Series                                                 | Camarera (Voz)                               | "Showdown" Temp. 4 Ep. 2 Emitido póstumamente 12/09/1995 |

## Nominaciones
| Año  | Premio             | Categoría                               | Película o serie            | Resultado |
| ---- | ------------------ | --------------------------------------- | --------------------------- | --------- |
| 1961 | Emmy Award         | Mejor actuación solista femenina        | The Untouchables            | Nominada  |
| 1965 | Golden Globe       | Mejor actriz de serie-Comedia o musical | Bewitched                   | Nominada  |
| 1966 | Emmy Award         | Mejor actriz en comedia                 | Bewitched                   | Nominada  |
| 1967 | Golden Globe       | Mejor actriz de serie-Comedia o musical | Bewitched                   | Nominada  |
| 1967 | Emmy Award         | Mejor actriz en comedia                 | Bewitched                   | Nominada  |
| 1968 | Emmy Award         | Mejor actriz en comedia                 | Bewitched                   | Nominada  |
| 1969 | Emmy Award         | Mejor actriz en comedia                 | Bewitched                   | Nominada  |
| 1969 | Golden Globe       | Mejor actriz de serie-Comedia o musical | Bewitched                   | Nominada  |
| 1970 | Emmy Award         | Mejor actriz en comedia                 | Bewitched                   | Nominada  |
| 1971 | Golden Globe Award | Mejor actriz de serie-Comedia o musical | Bewitched                   | Nominada  |
| 1974 | Emmy Award         | Mejor actriz en telefilme               | A Case of Rape              | Nominada  |
| 1975 | Emmy Award         | Mejor actriz en telefilme               | La leyenda de Lizzie Borden | Nominada  |
| 1978 | Emmy Award         | Mejor actriz en telefilme               | The Awakening Land          | Nominada  |